# Tomáš Martinek
Tomáš Martinek (* 14. března 1969 Přerov) je český fotbalový trenér a bývalý obránce.Momentálně působí na trenérské pozici v klubu TJ Sokol Velký Újezd. Žije v Přerově.

## Hráčská kariéra
V nejvyšší soutěži ČR nastoupil v 9 utkáních za Karvinou, aniž by skóroval. Ve druhé lize hrál za Uherský Brod, Karvinou, Přerov a Holici v 67 zápasech a zaznamenal 5 gólů. V MSFL dal 23 branky za Přerov (18), Uherský Brod (5) a Holici.
V nižších soutěžích hrál také za TJ Slavoj Velké Pavlovice, FK Stará Ves u Přerova a TJ Sokol Dub nad Moravou.

### Ligová bilance
| Ročník                              | Zápasy | Góly | Minuty | Klub             |
| ----------------------------------- | ------ | ---- | ------ | ---------------- |
| MSFL 1993/94                        | –      | 7    | –      | FK PS Přerov     |
| MSFL 1994/95                        | –      | 11   | –      | FK PS Přerov     |
| II. liga 1994/95                    | 16     | 1    | –      | ČSK Uherský Brod |
| MSFL 1995/96                        | –      | 5    | –      | ČSK Uherský Brod |
| II. liga 1995/96                    | 15     | 2    | –      | FC Karviná       |
| I. liga 1996/97                     | 9      | 0    | 765    | FC Karviná       |
| MSFL 1997/98                        | –      | 0    | –      | ČSK Uherský Brod |
| II. liga 1997/98                    | 11     | 0    | –      | FK HK Přerov     |
| II. liga 1998/99                    | 17     | 2    | –      | FK HK Přerov     |
| MSFL 1999/00                        | –      | 0    | –      | FK Holice 1932   |
| II. liga 2000/01                    | 8      | 0    | –      | FK Holice 1932   |
| CELKEM I. LIGA (1996–1997)          | 9      | 0    | 765    |                  |
| CELKEM II. LIGA (1996–2000)         | 67     | 5    | –      |                  |
| CELKEM III. LIGA – MSFL (1993–2000) | –      | 23   | –      |                  |

## Trenérská kariéra
Po skončení hráčské kariéry se stal trenérem. V období 2011/12 – 2013/14 vedl klub FK Kozlovice v Přeboru Olomouckého kraje a postoupil s ním do Divize E. Kvůli pracovnímu vytížení byl nucen své působení před začátkem ročníku 2014/15 ukončit a mužstvo převzal Kamil Štěpaník. V roce 2022 skončil na pozici hlavního trenéra u týmu FK Brodek u Přerova. Od ledna 2025 trénuje TJ Sokol Velký Újezd.